# 가브리엘라 도리오
가브리엘라 도리오(이탈리아어: Gabriella Dorio, 1957년 6월 27일 ~ )는 이탈리아의 은퇴한 육상 선수로 국제 육상 대회 시니어 부문에서 2개의 메달을 획득했다.
베네토주 베자노에서 태어난 도리오는 1976년 몬트리올 올림픽에 처음으로 참가하고, 4년 후 모스크바 올림픽에서 4위를 하였다.
그녀는 1982년 유럽 선수권에서 실내 금메달과 실외 동메달을 따고, 결국 1984년 로스앤젤레스 올림픽에서 2명의 루마니아 선수 도이나 멜린테와 마리시카 푸이커를 꺾고 금메달 획득에 성공하였다.
1973년부터 1991년까지 육상 국가대표팀 소속으로 국제 경기에 65번 출전했다.